# Paratheocris mimetica
Paratheocris mimetica là một loài bọ cánh cứng trong họ Cerambycidae.